# Jordi Gómez
Jordi Gómez García-Penche (Barcellona, 24 maggio 1985) è un ex calciatore spagnolo, di ruolo centrocampista.

## Carriera

### Club
Cresciuto sin da giovanissimo tra le file del Barcellona, ha completato la sua formazione con i cugini rivali dell'Espanyol, per poi fare il suo debutto da giocatore professionista il 23 marzo 2008 contro il Real Murcia nella Liga.

#### Il prestito allo Swansea City
Il 6 giugno 2008, Gómez viene ceduto in prestito allo Swansea City, club della Championship. Jordi finì la sua stagione collezionando 44 presenze e 12 gol nella Serie B inglese.

#### Wigan
Finito il prestito, torna all'Espanyol ma subito dopo, il 19 giugno 2009 viene ceduto al Wigan per la seguente cifra di 1,7 milioni di euro.
Ha fatto il suo debutto in Premier League nella vittoria per 2-0 contro l'Aston Villa il 15 agosto 2009, ed ha segnato il suo primo gol contro il Birmingham City il 5 dicembre 2009, anche se poi la partita finì con una sconfitta per 2-3.

## Statistiche

### Presenze e reti nei club
Statistiche aggiornate al 10 maggio 2021.
| Stagione            | Squadra             | Campionato          | Campionato | Campionato | Coppe nazionali | Coppe nazionali | Coppe nazionali | Coppe continentali | Coppe continentali | Coppe continentali | Altre coppe | Altre coppe | Altre coppe | Totale | Totale |
| Stagione            | Squadra             | Comp                | Pres       | Reti       | Comp            | Pres            | Reti            | Comp               | Pres               | Reti               | Comp        | Pres        | Reti        | Pres   | Reti   |
| ------------------- | ------------------- | ------------------- | ---------- | ---------- | --------------- | --------------- | --------------- | ------------------ | ------------------ | ------------------ | ----------- | ----------- | ----------- | ------ | ------ |
| 2004-2005           | Barcellona B        | SDB                 | 2          | 0          | -               | -               | -               | -                  | -                  | -                  | -           | -           | -           | 2      | 0      |
| 2005-2006           | Barcellona B        | SDB                 | 36         | 6          | -               | -               | -               | -                  | -                  | -                  | -           | -           | -           | 36     | 6      |
| 2006-2007           | Barcellona B        | SDB                 | 21         | 0          | -               | -               | -               | -                  | -                  | -                  |             | -           | -           | 21     | 0      |
| Totale Barcellona B | Totale Barcellona B | Totale Barcellona B | 59         | 6          |                 | -               | -               |                    | -                  | -                  |             | -           | -           | 59     | 6      |
| 2007-2008           | Espanyol B          | SDB                 | 32         | 10         | -               | -               | -               | -                  | -                  | -                  | -           | -           | -           | 32     | 10     |
| 2007-2008           | Espanyol            | PD                  | 3          | 0          | CR              | 0               | 0               | -                  | -                  | -                  | -           | -           | -           | 3      | 0      |
| 2008-2009           | Swansea City        | FLC                 | 44         | 12         | FACup+CdL       | 3+4             | 0+2             | -                  | -                  | -                  | -           | -           | -           | 51     | 14     |
| 2009-2010           | Wigan               | PL                  | 23         | 1          | FACup+CdL       | 2+0             | 0               | -                  | -                  | -                  | -           | -           | -           | 25     | 1      |
| 2010-2011           | Wigan               | PL                  | 13         | 1          | FACup+CdL       | 3+4             | 0+2             | -                  | -                  | -                  | -           | -           | -           | 20     | 3      |
| 2011-2012           | Wigan               | PL                  | 28         | 5          | FACup+CdL       | 1+0             | 0               | -                  | -                  | -                  | -           | -           | -           | 29     | 5      |
| 2012-2013           | Wigan               | PL                  | 32         | 3          | FACup+CdL       | 7+3             | 3+2             | -                  | -                  | -                  | -           | -           | -           | 42     | 8      |
| 2013-2014           | Wigan               | FLC                 | 31+2       | 7          | FACup+CdL       | 5+1             | 3+0             | UEL                | 6                  | 1                  | CS          | 1           | 0           | 46     | 11     |
| 2014-2015           | Sunderland          | PL                  | 29         | 4          | FACup+CdL       | 2+2             | 1+1             | -                  | -                  | -                  | -           | -           | -           | 33     | 6      |
| 2015-gen. 2016      | Sunderland          | PL                  | 6          | 0          | FACup+CdL       | 0               | 0               | -                  | -                  | -                  | -           | -           | -           | 6      | 0      |
| Totale Sunderland   | Totale Sunderland   | Totale Sunderland   | 35         | 4          |                 | 4               | 2               |                    | -                  | -                  |             | -           | -           | 39     | 6      |
| gen.-giu. 2016      | Blackburn           | FLC                 | 19         | 3          | FACup+CdL       | 0               | 0               | -                  | -                  | -                  | -           | -           | -           | 19     | 3      |
| 2016-gen. 2017      | Wigan               | FLC                 | 15         | 3          | FACup+CdL       | 1+0             | 0               | -                  | -                  | -                  | -           | -           | -           | 16     | 3      |
| Totale Wigan        | Totale Wigan        | Totale Wigan        | 142+2      | 20         |                 | 27              | 10              |                    | 6                  | 1                  |             | 1           | 0           | 178    | 31     |
| gen.-giu. 2017      | Rayo Vallecano      | SD                  | 12         | 0          | CR              | -               | -               | -                  | -                  | -                  | -           | -           | -           | 12     | 0      |
| 2017-2018           | Levski Sofia        | A-PFG               | 23+8       | 3+1        | CB              | 6               | 1               | UEL                | 2                  | 0                  | -           | -           | -           | 39     | 5      |
| ago. 2018           | Levski Sofia        | A-PFG               | 4          | 0          | CB              | 0               | 0               | UEL                | 2                  | 0                  | -           | -           | -           | 6      | 0      |
| Totale Levski Sofia | Totale Levski Sofia | Totale Levski Sofia | 27+8       | 3+1        |                 | 6               | 1               |                    | 4                  | 0                  |             | -           | -           | 45     | 5      |
| ago. 2018-2019      | Omonia              | AK                  | 21+9       | 7+1        | CC              | 2               | 0               | -                  | -                  | -                  | -           | -           | -           | 32     | 8      |
| 2019-2020           | Omonia              | AK                  | 19+1       | 3          | CC              | 2               | 0               | -                  | -                  | -                  | -           | -           | -           | 22     | 3      |
| 2020-2021           | Omonia              | AK                  | 20+10      | 0          | CC              | 1               | 0               | UCL+UEL            | 4+6                | 1+2                | -           | -           | -           | 41     | 3      |
| Totale Omonia       | Totale Omonia       | Totale Omonia       | 60+20      | 10+1       |                 | 5               | 0               |                    | 10                 | 3                  |             | -           | -           | 95     | 14     |
| Totale carriera     | Totale carriera     | Totale carriera     | 463        | 70         |                 | 49              | 15              |                    | 20                 | 4                  |             | 1           | 0           | 533    | 89     |

## Palmarès

### Club

#### Competizioni nazionali
- Coppa d'Inghilterra: 1

Wigan: 2012-2013
- Campionato cipriota: 1

Omonia: 2020-2021
- Supercoppa di Cipro: 1

Omonia: 2021
- Coppa di Cipro: 1

Omonia: 2021-2022

### Individuale
- PFA Football League Championship Team of the Year: 1[8]

2008-2009